# Albert Siklós
Albert Siklós opr. Schönwald (født 26. juni 1878 i Budapest, Ungarn - død 3. april 1942) var en ungarsk komponist, cellist, professor, lærer, forfatter og musikolog.
Siklós studerede komposition og cello på den Ungarske Musikskole i Budapest, og komposition senere på Musikkonservatoriet (1896-1899). Han var cellist i Det Filharmoniske Orkester i Budapest (1901-1904), og blev lærer i komposition og klaver på Fodor Musikskole (1905-1919). Siklós har skrevet tre symfonier, orkesterværker, koncertmusik, operaer, en pantomime, klaverstykker, sange etc. Hans kompositoriske stil var tysk romantisk, senere med undertoner af fransk musik. Siklós udgav det første ungarske musikleksikon i (1923). Han skrev også mange musikteoretiske værker og afhandlinger.

## Udvalgte værker
- 3 Symfonier (1896, ?, ?) - for orkester (nr. 3 for tolv kontrabasser)
- Cellokoncert (1896) - for cello og orkester
- Månedens hus (1927) - opera
- Spejlet (1923) - pantomime

## Publikationer (udvalg)
- Zeneköltészettan öt kötetben (Kompositionsteori i fem bind).[1]

1. Összhangzattan iskolai és magánhasználatra gyakorlati példákkal és leckegyűjteménnyel (Harmonilære til skole- og privatbrug med praktiske eksempler og undervisningsforslag), Budapest: Rozsnyai 1907.
2. Ellenponttan : az egyszerű, a kettős és az utánzó ellenpont (kánon) elmélete (Kontrapunktteori : teorien om enkelt, dobbelt og imiterende kontrapunkt (kanon)), Budapest: Rozsnyai 1913.
3. Zenei formatan : alaktan (Musikalsk formteori: Morfologi), Budapest: Rozsnyai 1923.
4. og 5. Hangszereléstan elméleti és gyakorlati alapon a klasszikusok és a jelenkori mesterek műveiből idézett példákkal két kötetben (Teori og praksis for instrumentering med eksempler fra klassikere og nutidige mestre i to bind), Budapest: Rozsnyai 1910. Delvis volumen 1: A vonós-, a fúvó- és az ütőhangszerek technikájának és hangszínének ismertetése (Spilleteknikker og klangfarver på stryge-, blæse- og slagtøjsinstrumenter); Delvis volumen 2: A vonós zenekar, a nagy és a kis zenekar, a katonazenekar és az énekkar technikájának ismertetése. Gyakorlati útmutatás a vezérkönyvek olvasására vonatkozólag (Teknikken i strygeorkestret, det store og det lille orkester, militærorkestret og koret. Praktiske instruktioner til partiturlæsning), Budapest: Rozsnyai 1910.
- Útmutató a zenediktáláshoz kézikönyv a "Zenediktálási és hallásfejlesztő gyakorlatok" című hangjegyfüzethez (En vejledning til musikdiktater. Håndbog til musikhæftet "Musikdiktater og lytteøvelser"), Budapest: Rozsnyai 1913.[6]
- A harmonizálás kézikönyve (Håndbog om harmonisering), Budapest: Rozsnyai 1923.[7]